# ميغيل مونتيس
ميغيل مونتيس (بالإسبانية: Miguel Montes)‏ (12 فبراير 1980 في السلفادور - ) هو لاعب كرة قدم سلفادوري في مركز حراسة المرمى. شارك مع منتخب السلفادور لكرة القدم. أما مع النوادي، فقد لعب مع نادي أليانزا ‏ وADET ‏ وAlacranes Del Norte ‏ وإيسيدرو ميتابان ‏ وA.D. Chalatenango ‏ وC.D. Santa Clara de El Salvador ‏ ونادي لويس أنخيل فيربو ونادي أكويلا.

## وصلات خارجية
- ميغيل مونتيس على موقع الاتحاد الدولي (مؤرشف)  (الإنجليزية)
- ميغيل مونتيس على موقع قاعدة بيانات كرة القدم.إي يو (الإنجليزية)
- ميغيل مونتيس على موقع ناشيونال فوتبول تيمز (الإنجليزية)